# Бориков, Егор Александрович
Егор Александрович Бориков (бел. Ягор Аляксандравіч Борыкаў; род. 28 августа 2005, Лукский, Жлобинский район, Гомельская область, Белоруссия) — белорусский хоккейный нападающий, выступающий за клуб КХЛ «Динамо-Минск». Игрок сборной Белоруссии.

## Биография
Родился 28 августа 2005 года в агрогородке Лукский. Хоккеем начал заниматься в шесть лет: учился в школе жлобинского «Металлурга». В сезоне 2022/2023 выступал в МХЛ за бобруйский Динамо-Шинник. Тогда молодой хоккеист в 49 играх забил 11 голов и отдал 12 результативных передач.
В июле 2023 года подписал пробный контракт с минским «Динамо» из КХЛ. Уже в следующим месяце «зубры» заключили с белорусом двусторонний контракт до 30 апреля 2026 года. В одном из интервью Егор заявил, что также думал уехать на один год за океан, чтобы поиграть в юниорской американской лиге. Однако после разговора с главным тренером минского «Динамо» Дмитрием Квартальновым принял решение остаться. Свою первую шайбу за «зубров» Егор забросил 6 ноября 2023 года в матче против Авангарда, тем самым стал самым молодым автором гола за минское «Динамо».
В 2023 году был вызван в сборную Белоруссии для участия в кубке Первого канала. На там турнире Егор сыграл в трех играх, где не смог набрать результативные очки.
В сезоне 2023/2024 Егор сыграл за минское «Динамо» 41 игру и набрал 8 результативных очков (5 голов и 3 результативные передачи). Параллельно с этим сыграл за Динамо-Шинник в двух матчах, в одном из которых забросил одну шайбу. Однако в том сезоне молодой хоккеист не смог дебютировать в плей-офф. По окончании розыгрыша был командирован в жлобинский «Металлург». Вместе со «сталеварами» завоевал золото национального первенства. За них Егор сыграл 8 матчей в плей-офф, в одном из которых забил гол.
В сезоне-2024/25 Бориков провел 78 матчей за минское «Динамо» в КХЛ, забросил 19 шайб и сделал 14 результативных передач. 16 апреля 2025 года в матче с челябинским «Трактором» повторил рекорд Евгения Кузнецова по голам в плей-офф КХЛ в возрасте до 20 лет, отличившись в седьмой раз в девяти матчах. Превзойти достижение Кузнецова не удалось, поскольку «Динамо» уступило в серии с «Трактором» со счетом 1-4 и завершило борьбу за Кубок Гагарина.
28 июня 2025 года задрафтован клубом НХЛ «Юта Маммот» в 4-м раунде под общим 110-м номером. «Юта» была единственным клубом Западной конференции, проявившим наибольший интерес к Борикову - наряду с шестью командами с Востока.

## Достижения
Обладатель Кубка президента: чемпион белорусской экстралиги (сезон 2023/2024).